# محوطه مسجد سرپیشکل جان
محوطه باستانی مسجد سرپیشکل جان مربوط به دوره تیموریان است و در شهرستان سیاهکل، بخش دیلمان، دهستان پیرکوه، روستای پیشکل جان واقع شده و این اثر در تاریخ ۲۷ اسفند ۱۳۸۶ با شمارهٔ ثبت ۲۲۵۲۷ به‌عنوان یکی از آثار ملی ایران به ثبت رسیده‌است.